# Валюхівське газоконденсатне родовище
Валюхівське газоконденсатне родовище — належить до Талалаївсько-Рибальського нафтогазоносного району Східного нафтогазоносного регіону України.

## Опис
Розташоване в Сумській та Полтавській областях на відстані 20 км від м. Гадяч.
Знаходиться у приосьовій зоні Дніпровсько-Донецької западини в межах півд.-сх. закінчення Артюхівсько-Анастасівського структурного валу.
Підняття виявлене в 1976 р. У межах площі в утвореннях турнейського ярусу виявлені Валюхівський структурний ніс, замкнутий на порушення амплітудою 25-50 м, і Булахівська брахіантикліналь амплітудою близько 25 м. У 1989 р. в інтервалі 5198-5213 м отримано фонтан газоконденсатної суміші з абсолютно вільним дебітом 1968,4 тис. м³/добу.
Поклади масивно-пластові, тектонічно екрановані. Колектори — пісковики.
Експлуатується з 1992 р. Запаси початкові видобувні категорій А+В+С1 — 7670 млн. м³ газу; конденсату — 779 тис. т. Особливості експлуатації — спостерігається спонтанне викривлення свердловин.